# Championnat d'Asie et d'Océanie de volley-ball masculin 1989
Navigation
Édition précédente Édition suivante
Le 5e championnat d'Asie et d'Océanie de volley-ball masculin s'est déroulé du 15 septembre 1989 au 24 septembre 1989 à Séoul, Corée du Sud. Il a mis aux prises les dix-neuf meilleures équipes continentales.

## Classement final
| Place              | Équipe              |
| ------------------ | ------------------- |
| Médaille d'or      | Corée du Sud        |
| Médaille d'argent  | Japon               |
| Médaille de bronze | Chine               |
| 4                  | Pakistan            |
| 5                  | Koweït              |
| 6                  | Inde                |
| 7                  | Irak                |
| 8                  | Iran                |
| 9                  | Taïwan              |
| 10                 | Australie           |
| 11                 | Émirats arabes unis |
| 12                 | Nouvelle-Zélande    |
| 13                 | Sri Lanka           |
| 14                 | Hong Kong           |
| 15                 | Thaïlande           |
| 16                 | Bahreïn             |
| 17                 | Bangladesh          |
| 18                 | Népal               |
| 19                 | Qatar               |